# Craving
Pour les articles homonymes, voir Crave et Craving (groupe).
Le craving (de l'anglais : « désir ardent, appétit insatiable ») représente une impulsion vécue sur un instant donné, véhiculant un besoin irrépressible de consommation d'un produit psychoactif et sa recherche compulsive ou encore l'application d'un comportement. Le terme « craving » est utilisé en addictologie.

## Généralités
Le terme « craving » est utilisé en addictologie pour désigner un besoin irrépressible de consommer aussi bien dans le cadre de l’usage d’alcool, d’héroïne ou d’opiacés, de cocaïne, de cannabis, de tabac, ou de jeu d’argent pathologique (DSM-5),, et également de sédatifs, d’hypnotiques ou d’anxiolytiques, ou encore d’hallucinogènes ou de substances inhalées à base d’hydrocarbures. 
Le « craving » peut se manifester longtemps après le sevrage ou la réduction de la consommation d’alcool, et est considéré comme un facteur de rechute,,. Il a été peu étudié jusqu’au début des années 2000, mais avec les nouvelles avancées scientifiques, notamment en matière de neurobiologie, et sa prise en compte par le DSM-5, il est devenu un symptôme central en toxicomanie.

## Causes et neurobiologie
Les nouvelles techniques d’imagerie cérébrale ont permis d’identifier plusieurs zones du cerveau qui interviennent dans le craving. Ainsi, « Le circuit du craving comprend certaines régions du cortex préfrontal (gyrus cingulaire antérieur, cortex orbitofrontal). L'imagerie cérébrale a identifié ces régions comme étant associées chez le consommateur à un besoin impérieux de consommer ». Une « altération du fonctionnement corticostriatal et limbique associée au stress serait également source d’induction de craving (Sinha et Li, 2007), état de vulnérabilité qui persiste pour une période prolongée » et « l’imagerie fonctionnelle révèle que le craving occasionné par les stimuli provoque l’activation de structures spécifiques, soit les régions mésolimbiques et mésocorticales et, plus particulièrement, le gyrus cingulaire antérieur périgenouillé (Sinha et Li, 2007). Cette sous-région du cortex cingulaire antérieur est reliée à bon nombre d’autres structures et jouerait un rôle important dans la gestion et l’expression des émotions, ainsi que dans l’attribution d’une valeur émotionnelle à divers stimuli (Bush, Luu et Posner, 2000). 
De plus, le craving induit par des stimuli entraînerait également une activation au niveau de l’hippocampe et de la région parahippocampique, deux régions impliquées dans les processus de la mémoire (Sinha et Li, 2007). Il semblerait donc que les souvenirs associés à la consommation et les émotions qui y sont associées joueraient un rôle important dans le déclenchement du craving par des stimuli, même après une période plus ou moins prolongée d’abstinence ».

## Alcool
Il y a quatre grandes formes de craving : « La première répond aux symptômes de manque et désigne chez une personne l’envie de consommer de l’alcool pour faire disparaître les symptômes désagréables (tension, sudation, tremblements, etc.). La deuxième forme reflète la croyance que l’alcool viendra apporter un plaisir recherché le plus rapidement possible ; il s’agit donc d’une réponse à un sentiment de manque de plaisir, l’alcool étant perçu comme un moyen d’automédication face à l’absence de plaisir. La troisième forme de craving est une réponse conditionnée aux indices liés au produit. Ainsi, par apprentissage, un stimulus neutre est associé à la consommation d’alcool et au plaisir qu’elle procure (qui devient un renforcement). Les stimuli neutres deviennent alors des stimuli conditionnés, et leur simple présence peut faire survenir le craving. Enfin, la quatrième forme de craving désigne une réponse à un désir hédonique en ce sens que l’envie provient du désir de renforcer une expérience positive ».

## Épisode de faim frénétique
Beaucoup de jeunes qui, insatisfaits par leur surpoids, enchaînent régime amaigrissant sur régime amaigrissant, traversent des épisodes de craving : ils éprouvent soudain une irrésistible envie de se nourrir, un appétit insatiable qu'ils ne peuvent pas contrôler.
Il ne faut pas confondre craving et boulimie. Le premier est l'ordre de la crise de grignotage intempestif qui survient chez les adolescents qui se privent par ailleurs ; ils sont en plein craving parce qu'ils ont faim. Bien plus grave, la boulimie n'a que peu de rapports avec la satiété. Celui qui en est atteint n'a pas spécialement faim ; il éprouve plutôt le besoin de « se remplir ».